# 肯·羅斯威爾
肯尼斯·羅伯特·羅斯威爾 AM MBE（1934年11月2日—）是一个已退役的澳大利亞男子网球运动员。羅斯威爾生涯共贏得8次大滿貫冠軍，包括四次澳网冠军、两次法网冠军和两次美网冠军，另外他还四次闯入温网男单决赛。

## 大满贯

### 男單冠軍（8）
| 年度                              | 賽事 | 場地 | 決賽對手    | 對手國籍 | 勝方比分                |
| 公開賽年代前 （1968年澳網或以前） |      |      |             |          |                         |
| 1953                              | 澳网 | 草地 | 默文·罗斯   |          | 6-0, 6-3, 6-4           |
| 1953                              | 法网 | 泥地 | Vic Seixas  | 美国     | 7-5, 6-2, 6-4           |
| 1955                              | 澳网 | 草地 | Lew Hoad    |          | 6-0, 6-3, 6-4           |
| 1956                              | 美网 | 草地 | Lew Hoad    |          | 4–6, 6–2, 6–3, 6–3      |
| 公開賽年代後 （1968年法網或以後） |      |      |             |          |                         |
| 1968                              | 法网 | 泥地 | 罗德·拉沃   |          | 6–3, 6–1, 2–6, 6–2      |
| 1970                              | 美网 | 草地 | 托尼·罗奇   |          | 2–6, 6–4, 7–6(5–2), 6–3 |
| 1971                              | 澳网 | 草地 | 亚瑟·阿什   | 美国     | 6–1, 7–5, 6–3           |
| 1972                              | 澳网 | 草地 | 马尔·安德森 |          | 7–6(7–2), 6–3, 7–5      |

### 男單亞軍（8）
| 年度                              | 賽事     | 場地 | 決賽對手        | 對手國籍 | 勝方比分                |
| 公開賽年代前 （1968年澳網或以前） |          |      |                 |          |                         |
| 1954                              | 温布尔登 | 草地 | Jaroslav Drobný | 埃及     | 11–13, 6–4, 2–6, 7–9    |
| 1955                              | 美网     | 草地 | Tony Trabert    | 美国     | 7–9, 3–6, 3–6           |
| 1956                              | 澳网     | 草地 | Lew Hoad        |          | 4–6, 6–3, 4–6, 5–7      |
| 1956                              | 温布尔登 | 草地 | Lew Hoad        |          | 2–6, 6–4, 5–7, 4–6      |
| 公開賽年代後 （1968年法網或以後） |          |      |                 |          |                         |
| 1969                              | 法网     | 泥地 | 罗德·拉沃       |          | 4–6, 3–6, 4–6           |
| 1970                              | 温布尔登 | 草地 | 紐康姆          |          | 7–5, 3–6, 2–6, 6–3, 1–6 |
| 1974                              | 温布尔登 | 草地 | 占美·干納斯     | 美国     | 1–6, 1–6, 4–6           |
| 1974                              | 美网     | 草地 | 占美·干納斯     | 美国     | 1–6, 0–6, 1–6           |

## 三大職業賽

### 男單冠軍 (15)
- 法國職業賽(8)：1958、1960、1961、1962、1963、1964、1965、1966
- 溫布萊職業賽 (5)：1957、1960、1961、1962、1963
- 美國職業賽（2)：1963、1965

## 外部連結
- 肯·羅斯威爾（页面存档备份，存于） 在國際網球名人堂的資料 （英文）
- 肯·羅斯威爾 （页面存档备份，存于） 在澳洲網球協會的資料（英文）
- 肯·羅斯威爾 （页面存档备份，存于） 在台維斯盃的資料 （英文）
- 肯·羅斯威爾（英文/西班牙文）的官方資料
- 肯·羅斯威爾的國際網球總會 職業／青少年 官方資料（英文）